# 神明社 (船橋市)
神明社（しんめいしゃ）は千葉県船橋市高根町にある神社である。「高根神明社」とも呼ぶ。近年、放火が多発しており、自警団が注意を呼びかけている。

## 祭神
船橋明神、春日神、八幡神を祀る。

## 由緒
本社は、幾世の昔からかその存在はあきらかにではないが、江戸時代以前に伊勢明神船橋明神を分祀した古社である。古くは観行院が別当を勤めており、元文・寛保・延享の頃は、高根部落の人達の厚い信心を受け、地頭小栗氏（江戸時代）も同社を尊信し、毎年神供米を差し出していた。現在の社殿は、明治になり、名主を始め、氏子が用材等を献納して、明治10年4月に落成したものである。

## 文化財

### 高根明神の御神楽
「高根神明社の神楽」として船橋市の指定文化財に指定されている。その起源は、明治6年に若者たちにより、始められ今日にいたっている。

## 主な祭礼
- 元旦祭（1月1日午後9時より）
- 神　楽（同上日午後9時半より）
- 祈願祭（5月1日午後3時より）
- 神　楽（同上日午後5時より）
- 宵　祭（10月14日）御輿山車渡御
- 例大祭（10月15日午後3時）
- 神　楽（同上日午後5時より）

## 氏子地域
- 高根地区